# Campo de Belchite
Campo de Belchite is een comarca van de Spaanse provincie Zaragoza. De hoofdstad is Belchite, de oppervlakte 1043,80 km2 en het heeft 5505 inwoners (2002).

## Gemeenten
Almochuel, Almonacid de la Cuba, Azuara, Belchite, Codo, Fuendetodos, Lagata, Lécera, Letux, Moneva, Moyuela, Plenas, Puebla de Albortón, Samper del Salz en Valmadrid.